# Bergstroemia
Bergstroemia är ett släkte av ringmaskar. Bergstroemia ingår i familjen Phyllodocidae.
Kladogram enligt Catalogue of Life:
| Bergstroemia | \| \| Bergstroemia nigrimaculata \| \| \| \| \| \| Bergstroemia sotniki \| \| \| \| |
|              | \| \| Bergstroemia nigrimaculata \| \| \| \| \| \| Bergstroemia sotniki \| \| \| \| |
|              | Bergstroemia nigrimaculata                                                          |
|              |                                                                                     |
|              | Bergstroemia sotniki                                                                |
|              |                                                                                     |